# Ton van Loon
General Ton van Loon (n. en 1956 en Limburg Weert) es un militar neerlandés, fue el primer general de dicha nacionalidad que asumió la responsabilidad de la misión militar OTAN-ISAF (comando sur) en la Guerra de Afganistán.

## Biografía
Ton van Loon nació en 1956 en la ciudad de Limburg Weert.

## Trayectoria profesional
En 1977 se alistó en la Real Academia Militar para el servicio militar, y luego comenzó una carrera en los que él también era un oficial, comandante, general de división y teniente general de la OTAN.

### Cuerpo Alemania - Países Bajos en Münster
Ya a partir de 1995 y 1998, trabajó como oficial de Estado Mayor en el recientemente fundado en Cuerpo Alemania - Países Bajos en Münster y anteriormente desde 1981 hasta 1990 como jefe de sección y luego como capitán de artillería en Baja Sajonia Seedorf. Antes de servir como teniente general en Munster entre 2007 y 2010 fue también Jefe de Estado Mayor del Cuartel General Alliado de Tierra de Heidelberg.
El cuerpo integrado por los Países Bajos y Alemania, es una unidad de la OTAN multinacional, encabezada por rotación, por un comandante alemán y un comandante neerlandés. La sede en Münster fue fundada en 1995 y forma el llamado cuerpo de alta disposición de comandos OTAN. Esta fuerza de reacción rápida puede estar disponible en pocos días desde el despliegue de la OTAN y la Unión Europea. 

### Comandante de las tropas de la Fuerza Internacional de Asistencia para la Seguridad
De 2006 a mayo de 2007 Van Loon fue el comandante de las tropas de la Fuerza Internacional de Asistencia para la Seguridad (ISAF] en el sur de Afganistán. Así fue el primer general neerlandés que asumió la responsabilidad de esa misión militar.